# Overstolz
| Overstolz (mit Filter)                                                      | Overstolz (mit Filter) |
| --------------------------------------------------------------------------- | ---------------------- |
| Kondensat/Teer:                                                             | 10 mg                  |
| Nikotin:                                                                    | 0,8 mg                 |
| Kohlenmonoxid:                                                              | 10 mg                  |
| Tabakzusatzstoffe:                                                          | Wasser, Stickstoff     |
| Die Angaben gelten für die auf dem deutschen Markt erhältlichen Zigaretten. |                        |

Overstolz war eine Zigarettenmarke der ehemaligen Kölner Zigarettenfirma Haus Neuerburg.

## Geschichte
Die Marke wurde nach dem alten Kölner Patriziergeschlecht der Overstolzen benannt und war seit 1917 bis 2017 geschützt. In den 1960er-Jahren war der deutsche Schauspieler Heinz Engelmann (u. a. Stahlnetz) das Werbegesicht der Zigarettenmarke, für die er Zeitungs- und Fernsehwerbung machte.
Im Jahr 1959 wurde das Unternehmen an die R. J. Reynolds Tobacco Company (Camel) verkauft, die die Marke weiterhin im Sortiment behielt. Zusammen mit anderen Marken wurde Overstolz 2015 abgekündigt, aber noch bis 2017 mit einer geänderten Verpackung weiter vertrieben, auf der sich ein Hinweis zum Übergang auf Camel und auch deren Logo befand.